# Panguragan Wetan
Panguragan Wetan is een bestuurslaag in het regentschap Cirebon van de provincie West-Java, Indonesië. Panguragan Wetan telt 6840 inwoners (volkstelling 2010).